# Бобровый Лог (остановочный пункт)
Бобровый лог — платформа Красноярской железной дороги в городе Красноярске. Расположена на однопутном участке Транссибирской магистрали, рядом с платформой Тихие Зори, на перегоне Енисей — Дивногорск.
Имеет одну боковую платформу с навесом. Названа в честь фанпарка Бобровый Лог. Боковая платформа расположена с южной стороны путей. 
Открыта в 2018 году.